# Belén de Escobar
Belén de Escobar (ou simplesmente Escobar) é uma cidade da Argentina, localizada na província de Buenos Aires, na área metropolitana de Grande Buenos Aires. É a sede do partido homônimo.